# Maison Cincar à Grocka
La maison Cincar (en serbe cyrillique : Цинцарска кућа ; en serbe latin : Cincarska kuća) est située à Grocka, en Serbie, dans la municipalité de Grocka et sur le territoire de la Ville de Belgrade. Construite dans la première moitié du XIXe siècle, elle est inscrite sur la liste des monuments culturels de grande importance de la République de Serbie et sur la liste des biens culturels de la Ville de Belgrade.

## Présentation

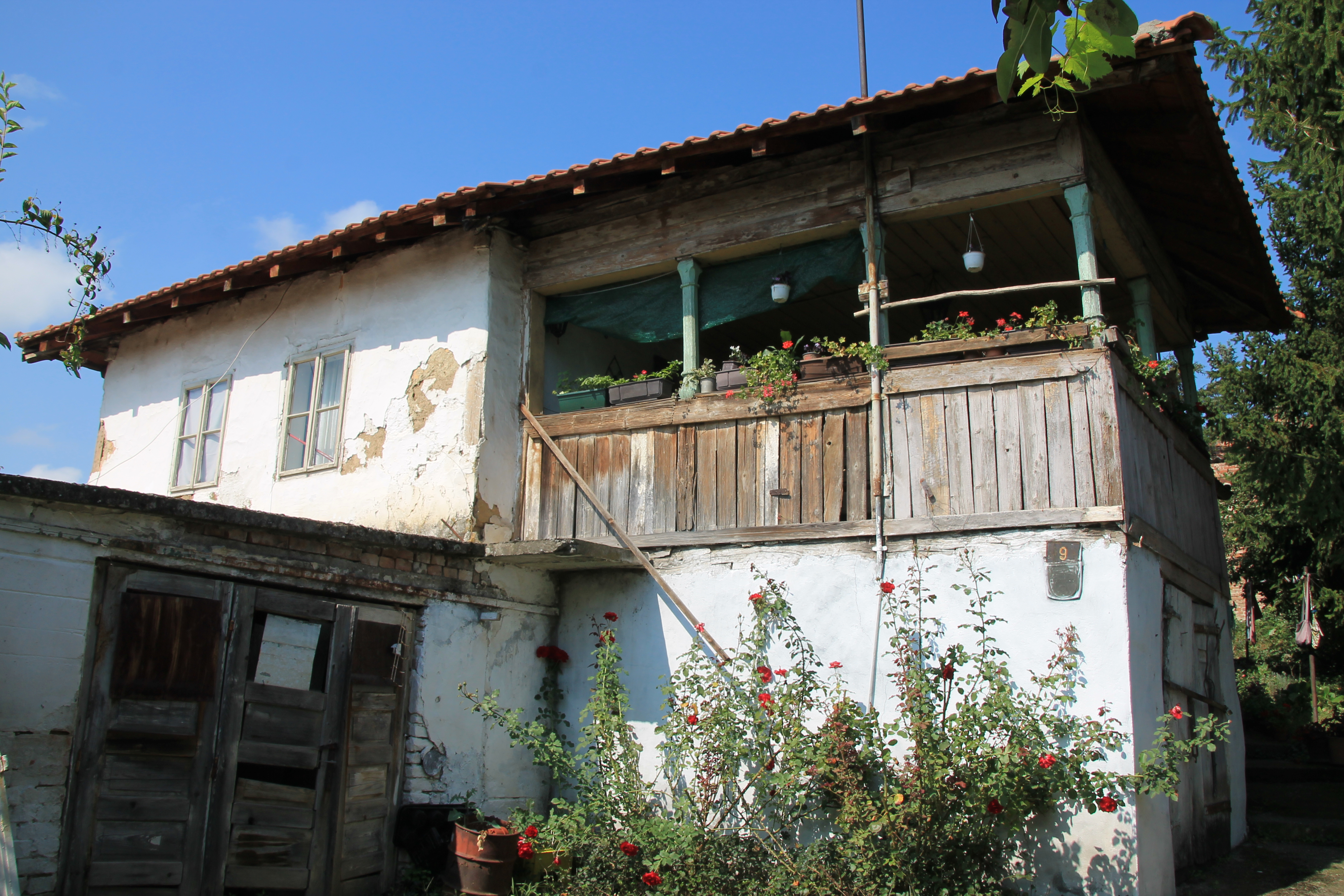
Autre vue de la maison.

La maison Cincar, située 9 rue 17. oktobra à Grocka, a été construite dans la première moitié du XIXe siècle pour un riche marchand de l'époque.
La maison dispose de quatre pièces, dont la « pièce à la cheminée », et est dotée d'un porche et d'un oriel ; elle possède également une cave. Elle est constituée d'une structure en bois remplie avec du torchis ; le toit à quatre pans est recouvert de tuiles.